# Geodena dama
Geodena dama là một loài bướm đêm trong họ Geometridae.